# Антоні ван Гобокен
Антоні ван Гобокен (нар. 23 березня 1887, Роттердам, Нідерланди — пом. 1 листопада 1983, Цюрих, Швейцарія) — нідерландський музикознавець і колекціонер.
Народився у Роттердамі. Вчився на інженера у Делфті, пізніше вивчав музику у Франкфурті і Відні. Почав збирати ранні нотні видання від Й. С. Баха до Й. Брамса; у кінцевому підсумку його колекція склала понад 5000 найменувань і зараз знаходиться в Австрійській національній бібліотеці у Відні. У 1938 році переїхав з Австрії до Швейцарії.
У даний час він є найвідомішим як творець каталогу творів Й. Гайдна (J. Гайдн, Thematisch-bibliographisches Werkverzeichnis, опубліковано 1957). Згідно з цим каталогом, твори Гайдна класифікують як «Гобокен номер» (скорочено «Hob» або просто «H»), взяті з цього каталогу.

## Джерело
- Hoboken, Anthony van. In: Haydn (Oxford Composer Companions), Ed Wyn Jones D. Oxford University Press, Oxford, 2002.

| Персоналії | Це незавершена стаття про особу. Ви можете допомогти проєкту, виправивши або дописавши її. |